# سمير توبلاك
سمير توبلاك (بالكرواتية: Samir Toplak)‏ هو لاعب كرة قدم ومدرب كرة قدم كرواتي في مركز الدفاع، ولد في 23 أبريل 1970 في فاراجدين في كرواتيا. شارك مع منتخب كرواتيا لكرة القدم. أما مع النوادي، فقد لعب مع نادي بوخوم ونادي فاراجدين.

## وصلات خارجية
- سمير توبلاك على موقع قاعدة بيانات كرة القدم.إي يو (الإنجليزية)
- سمير توبلاك على موقع بيانات كرة القدم. دي إي (الألمانية)
- سمير توبلاك على موقع ناشيونال فوتبول تيمز (الإنجليزية)
- سمير توبلاك على موقع Soccerway.com (الإنجليزية)
- سمير توبلاك على موقع عالم كرة القدم.نت (الإنجليزية)